# Falato
Falato è un film del 1989 diretto da Mahamadou Cissé.

## Trama
Un governatore di provincia ricorda la propria infanzia e le proprie umili origini. Alla morte dei genitori, ancora bambino, viene accolto in una nuova famiglia, dove però è costretto a svolgere i lavori più servili. Accusato a torto di un furto, si ritrova in mezzo alla strada. La sua forza di volontà l'aiuterà a tornare a scuola e a non divenire facile preda della delinquenza.

## Tematica
Falato affronta il problema dei ragazzi di strada spesso al centro dei film africani. Il regista ha affermato a questo proposito che il cinema può essere per i bambini uno strumento educativo e culturale. Inoltre secondo il regista, i bambini recitano in maniera così naturale che si ha l'impressione che vivano la loro vera vita

## Riconoscimenti
- Festival del Film Francofono di Namur
  - ACCT